# Paul Dubreil
Pour les articles homonymes, voir Dubreil.
Paul Dubreil (1904-1994) est un mathématicien français.

## Biographie
Dubreil était fils d'un instituteur (8ème puis 7ème) au petit-lycée du Mans. Après ses classes primaires et secondaires au lycée du Mans, où il cumula tous les prix d'excellence, et préparatoires au Lycée Saint-Louis, il entra à l'École normale supérieure (ENS) et étudia à la Sorbonne. Reçu premier à l'agrégation de mathématiques en 1926, il enseigna à l'ENS et commença à préparer sa thèse, sous la direction d'Émile Picard. Il soutint en 1930 son mémoire, Recherches sur la valeur des exposants des composants primaires des idéaux de polynômes.
Mais avant et après cette soutenance, il était le plus souvent à l'université de Hambourg auprès d'Emil Artin, grâce à une bourse Rockefeller. Là-bas il fit la connaissance d'Emmy Noether, qu'il suivit aussi à Göttingen (où il travailla avec Bartel Leendert van der Waerden, un étudiant de Noether) et à Francfort. Il étudia également à Rome auprès des chefs de file de l'école italienne de géométrie algébrique Guido Castelnuovo, Federigo Enriques et Francesco Severi.
De retour en France, il fut nommé en 1931 à l'université de Lille puis en 1933 à celle de Nancy et en 1946 à la Sorbonne, où il fut promu en 1954 à la chaire d'arithmétique et de théorie des nombres.
Dubreil fit des recherches en algèbre, en géométrie algébrique et en théorie des nombres. Il fut un temps membre du groupe  Bourbaki dans les années 1940 et à partir des années 1950, prit avec Charles Pisot la direction du séminaire d'algèbre et de théorie des nombres créé à Paris par Albert Châtelet.
Il était marié depuis 1930 avec la mathématicienne Marie-Louise Jacotin, qui a publié avec lui sous le nom de Dubreil-Jacotin.

## Prix et distinctions
Il est lauréat du Prix Francœur en 1942 puis du Grand prix des sciences mathématiques en 1952.

## Sélection de publications
- « Contribution à la théorie des demi-groupes », Mémoires de l'Académie des sciences, vol. 63, no 3,‎ 1941, p. 1-52 (lire en ligne)
- Théorie des groupes ; cours d’initiation, Paris, Dunod, 1972
- Algèbre, Gauthier-Villars, 1946 (préface de Gaston Julia)
- Algèbre et théorie des nombres, Paris, Faculté de Sciences, 1956
- « Emmy Noether », Cahiers du séminaire d'histoire des mathématiques, vol. 7,‎ 1986, p. 15-27 (lire en ligne)
- avec M.-L. Dubreil-Jacotin : Leçons d’algèbre moderne, Dunod, 1961, trad. (en) Lectures on Modern Algebra, Edinburgh, Oliver and Boyd, 1967